# La Verdad (revista)
La Verdad es una publicación mensual editada y distribuida en Ecuador con sede en la ciudad de Guayaquil.
La revista tiene un tiraje mensual de 10 000 ejemplares cubre la demanda de las ciudades de Guayaquil y Quito.